# Петар Илић
Петар Илић (Власотинце, 1866 — Беч, 5. новембар 1927) је био индустријалац и добротвор.

## Биографија
Рођен у је у Власотинцу, од мајке Костадине Илић, рођене Јовић и Косте Илића, који је припадао првој генерацији трговаца у тој варошици у време Османског царства шездесетих и седамдесетих година 19. века. Поред синова Михајла (1864—1929), Благоја (1868—1916), Сотира (1873—1935), Милана (1875—1957) и Владе (1882—1952), Коста је имао и ћерке Василију (1876—1890), која је рано преминула и Јевросиму - Роску (1874—1939), која је била удата за Лесковчанина Мику Јанковића.
Основну школу и терзијски занат је изучио у Власотинцу. За разлику од своје браће, није се даље школовао, већ је након ослобођења од Турака помагао оцу у трговини и посветио се оснивању текстилне фабрике. Учествовао је у оснивању и развоју Лесковачке удеоничарске штедионице и налазио се у њеном управном одбору од 1889. до 1895. када је напустио банку.
Након тога је учествовао у оснивању фирме, која је настала спајањем две конкуретске фабрике гајтана у Вучју, а затим и прве српске фабрике вунених штофова и фабрике за израду сукна, шајка и чоје за војску, под називом „Поповић, Илић и компанија”. Фабрика је више пута мењала назив и акционаре. Остао је сувласник и након изласка његовог оца и браће из акционарског друштва (1906). До 1908. фабрика је постала једна од највећих на Балкану.
Због посла крајем 19. века преселио у Лесковац где се оженио Јеленом.
У Првом светском рату је ослобођен војне дужности, као индустријалац и војни лиферант. Избегао је у Француску пре окупације земље. Фабрика је током рата била веома оштећена
Након рата, захваљујући великој ратној одштети, фабрика је убрзо обновила производњу.
Као срчани болесник, отишао је у Беч на лечење, где је и умро.
Његови посмртни остаци су стигли из Беча у Лесковац, специјалним возом, 13. новембра 1927. у пратњи његове супруге, брата Владе, нишког епископа Доситеја и војне музике из Ниша. Певале су лесковачке певачке дружине „Бранко” и „Браство”, као и Власотиначка дружина „Његош”. Спровод је ишао од железничке станице, застајкујући поред бројних институција које су Илићи помагали, све до порте Саборне цркве Свете Тројице. Број положених венаца је био симболично 62 колико је имао година. Поред чланова породице, били су присутни бројни пријатељи, индустријалци, радници, представници  лесковачких и власотиначких удружења.
Пошто није имао потомство, пре смрти је четвртину свог иметка је завештао Лесковачкој цркви за њену изградњу, у чијој је крипти је и сахрањен и другим установама у Лесковцу, као што су Сиротињски дом, Инвалидско удружење, Женска занатска гимназија. Фонд сиромашних ученика основне школе, Фонд „Лесковачког гласника”, Црвени крст, Певачка друштва „Братство” и „Бранко”, Здравствена задруга, Стрељачка дружина, спортска друга друштва.
Одликован је Орденом Светог Саве IV реда.